# Marcelo Sampaio
Marcelo Sampaio Cunha Filho (Recife, 1 de diciembre de 1985) es un ingeniero civil, funcionario público y político brasileño. Fue Ministro de Infraestructura de Brasil en el año 2022.

## Biografía
Marcelo Sampaio es casado y padre de dos hijos. Funcionario público de carrera, ingresó en el 2008 como analista de infraestructura en el entonces Ministerio de Planeamiento, Desarrollo y Gestión, actual Ministerio de Economía. Nacido em Pernambuco, se mudó a Brasilia a los 8 anos, cuando su padre, funcionario del Banco do Brasil, fue transferido a la Capital Federal. Asistió a escuelas públicas en la educación básica y se graduó en ingeniería civil por la Universidad de Brasilia en el 2008. En esa misma universidad, en el 2014, concluyó la Maestría en Planeamiento de Transportes, con una disertación relacionado a la Evaluación de la Vulnerabilidad de la Red de Transporte de Carga por Carretera en Brasil.
En el 2010, fue nombrado Gerente de Proyectos de la Secretaría Nacional de Política de Transportes, habiendo ejercido el cargo de junio de ese año hasta abril del 2012. Luego asumió la función de Coordinador General de Geoprocesamiento hasta octubre del 2013. Luego se convirtió en Director de Informaciones en Transportes y Gestión Estratégica de la misma Secretaría entre 2013 y 2016 y, posteriormente, fue nombrado asesor de la Secretaría Ejecutiva del Ministerio de Transportes. En enero del 2017, fue transferido para la Casa Civil, donde asumió la función de subjefe adjunto de gestión público de la subjefatura de articulación y monitoreo,  permaneciendo hasta diciembre del 2018.
A inicios del 2019, regresó al Ministerio de Infraestructura para asumir el cargo de secretario ejecutivo durante el gobierno de Jair Bolsonaro. En esta oportunidad, acompañó la gestión de Tarcísio Gomes de Freitas hasta marzo del 2022 cuando asumió la cartera ministerial  luego de la salida de Tarcísio.